# Diego Contento
Diego Armando Valentin Contento (* 1. května 1990, Mnichov, Západní Německo) je německý fotbalový obránce, který působí v Girondins Bordeaux.
Má německé a italské občanství. Jeho rodina pochází z italské Neapole, on sám nosí jméno po slavném argentinském fotbalistovi Diego Armando Maradonovi, jenž v minulosti hrál za SSC Neapol.

## Klubová kariéra
Za A-tým Bayernu Mnichov debutoval v létě 2009 v předsezónním přípravném zápase s rakouským celkem FC Red Bull Salzburg, kdy nastoupil na hřiště ve druhém poločase za Edsona Braafheida. S Bayernem pak nasbíral celou řadu trofejí včetně triumfu v Lize mistrů 2012/13.
V srpnu 2014 přestoupil do francouzského Girondins Bordeaux.

## Reprezentační kariéra
Diego Contento nastupoval za německé mládežnické reprezentační výběry v kategoriích U17 a U20. Vyjádřil přání reprezentovat v dospělém fotbale Itálii.